# Prostyr
Prostyr (ryska: Простырь) är ett vattendrag i Belarus. Det ligger i den sydvästra delen av landet, 240 km söder om huvudstaden Minsk.
Omgivningarna runt Prostyr är en mosaik av jordbruksmark och naturlig växtlighet. Runt Prostyr är det ganska tätbefolkat, med 58 invånare per kvadratkilometer.